# 石文桂
石文桂（？—？），字子馨，苏完瓜尔佳氏，汉姓石氏，家族初隶正白旗满洲，后属汉军正白旗人。清朝政治人物，进士出身。

## 生平
康熙十四年（1675年）乙卯科举人，十五年（1676年）联捷丙辰科进士（时隶正白旗汉军郑朝兴佐领下，载《钦定八旗通志：进士》；郑朝兴后转镶白旗汉军佐领，阵亡，授骑都尉，载《钦定八旗通志：忠义传二十二》）。累官內閣侍讀學士。康熙二十六年，任內閣學士；康熙二十七年，任總督倉場戶部右侍郎，授武英殿学士（载《钦定八旗通志：内阁大臣》卷311）。康熙四十九年，任戶部右侍郎。康熙五十年，任正白旗漢軍副都統。曾任正白旗汉军第一參领第三佐领、镶白旗汉军第二参领第五佐领（系顺治三年编设，初𨽻正白旗，雍正四年此佐领拨𨽻镶白旗）（载《钦定八旗通志》）。
康熙三十五年重建二郎庙 (北京灯市口)，倉場侍郎石文桂作《重修二郎庙碑记》（载《钦定日下旧闻考》）。康熙三十七年，作《東嶽帝君廟碑文》。康熙四十一年（1702年），石文桂改万柳堂（清初大学士冯溥建于广渠门内，假山由江南造园大师张然堆叠而成）为拈花寺 (东城区)，康熙帝御書“拈花禪寺”。序康熙版《通州志》。
家族世袭正白旗汉军第一叅领第三（系崇德七年（1642）编设）、第四世管佐领（载《钦定八旗通志》）。

## 家庭
- 曾祖石翰。
- 祖父石廷柱，顺治九年（1652）授一等伯（载《钦定八旗通志：异姓封爵》卷274）、都统、兵部尚書，追谥忠勇。“石廷柱，正白旗人，石翰第三子也，初為眀署事守備，……晉一等伯兼一雲騎尉，……厯任都統、兵部尚書、京口鎮海将軍”（载《八旗滿洲氏族通譜》卷一）。胞兄：
  - 石國柱，三等男，工部尚書。其子達爾漢，原任副都統。孙儿賽因達禮，原任都統。“石國柱，正白旗人，世居蘇完地方，本姓瓜爾佳。其曾祖卜哈仕眀，為建州左衛都指揮僉事，祖阿爾松噶嘉靖時仍居前官，至父石翰始遷居遼東，因名有石字，遂以石為氏焉。……授為三等男，擢工部尚書。……其子達爾漢原任副都統。孫賽因達禮原任都統”（载《八旗滿洲氏族通譜》卷一）。
  - 石天柱，三等男，刑部尚書。“石天柱，正白旗人，石翰之次子也，初為眀廣寧千總。……授三等男，厯任刑部尚書。……其子班音達禮，……至騎都尉兼一雲騎尉”（载《八旗滿洲氏族通譜》卷一）。后代有乾隆乙丑进士石之珂。
- 父绰尔们，首任正白旗汉军第一參领第四佐领（系崇德年间编设，载《钦定八旗通志》）、头等侍卫。母李氏（父正黄旗汉军、陝西提督李思忠，祖父李如梴，系诗人李锴家族）。胞兄妹：
  - 華善，和碩額駙，豫親王多鐸女婿，授内大臣、定南將軍。子一佐领石文耀，其女石氏嫁镶黄旗满洲鈕祜祿氏常亮（有两女鈕祜祿氏分别与镶黄旗满洲高鈺 (清朝)家族、镶黄旗满洲富察氏明瑞家族联姻）。子二石文焯，礼部尚书。子三石文炳（1648-1696），顺治十八年（1661）袭其祖父石廷柱之三等伯，康熙十七年正定镇总兵官（载《畿辅通志：职官》卷60）、正白旗漢軍都統、康熙二十九年福州将军，入《福建通志：名宦》，妻郡君愛新覺羅氏（父常阿岱，祖父巽簡親王滿達海），其：
    - 子都统觀音保。孙儿三等子三泰，阵亡、副都统祥泰娶李侍堯妹（李侍尧奏折称正黄旗汉军李据德为其隔旗族叔，李据德曾祖李思忠。
    - 子富达理，康熙三十四年袭其父三等伯，雍正八年革。
    - 子庆德，雍正八年袭一等子。
    - 女一瓜尔佳氏，和碩理密親王允礽（康熙帝第二子）嫡福晋。
    - 女二愉恪郡王允禑（康熙帝第十五子）嫡福晋。

  - 綽和諾（又绰和纳），首任正白旗汉军第一參领第三佐领（系崇德七年（1642）编设，载《钦定八旗通志》）。
  - 石琳，正白旗汉军第一參领第三佐领，两广总督，《钦定八旗通志：大臣传六十三》有传。
  - 石璟，正白旗汉军第一參领第三佐领。
  - 石政，正白旗汉军第一參领第四佐领（载《钦定八旗通志》）。其子石文焯，康熙三十八年苏州府知府（载乾隆版《江南通志》），雍正九年属马兰镇总兵官（载《畿辅通志：职官》卷60）。孙儿廣州將軍、散秩大臣石禮哈，知府石禮圖。
  - 穆赫磷。
  - 姊石氏，原配嫁镶黄旗汉军范承廕，镶黄旗汉军第二参领第五佐领（父大学士文肅公范文程）。
  - 姊石氏，继配嫁宗室額克親（父輔國愨厚公塔拜）。
- 胞兄：
  - 石文晟，康熙四十四年湖廣總督[7]。子一石赫德，妻李氏（父正黄旗汉军诗人李锴）。后代还有道光十五年（1835）乙未科进士銘岳，阵亡。
  - 石文懋。妻李氏（父正黄旗汉军、浙江提督李顯祖，曾祖陝西提督李思忠，系诗人李锴家族）。
  - 石文彬，康熙三十五年杭州府知府（载乾隆版《杭州府志》）。其女石氏，嫁正黄旗汉军李永德（父李鑄，祖父浙江提督李顯祖，系诗人李锴家族；嫡祖母舒穆祿氏（父內大臣兼佐領、一等伯穆赫林），继祖母曹氏（胞兄内务府正白旗汉军、江宁织造曹寅），生祖母關氏）。
- 女石氏，嫁李育德（父正黄旗汉军、安徽巡撫李鈵，祖父李蔭祖，曾祖陝西提督李思忠）。
- 女石氏，嫁佟佳氏（父齊世武，又七十五）。